# Darin (namn)
Darin är ett könsneutralt förnamn. 192 män har namnet i Sverige och 60 kvinnor. Flest bärare av namnet finns i Stockholm där 77 män och 14 kvinnor har namnet.

## Kända personer med namnet
- Darin - artist